# Георгије Јањински
Свети мученик Георгије Нови је православни светитељ.
Рођен у селу Чуркли (Свети Ђорђе) у Македонији од врло сиромашних родитеља, земљорадника. Присиљаван од Турака да се потурчи, он је остао непоколебљив у хришћанској вери, због чега буде обешен у Јањини 17. јануара 1838. године. Хришћани верују да је био велики чудотворац и исцелитељ.
Српска православна црква слави га 17. јануара по црквеном, а 30. јануара по грегоријанском календару.